# Calçotada

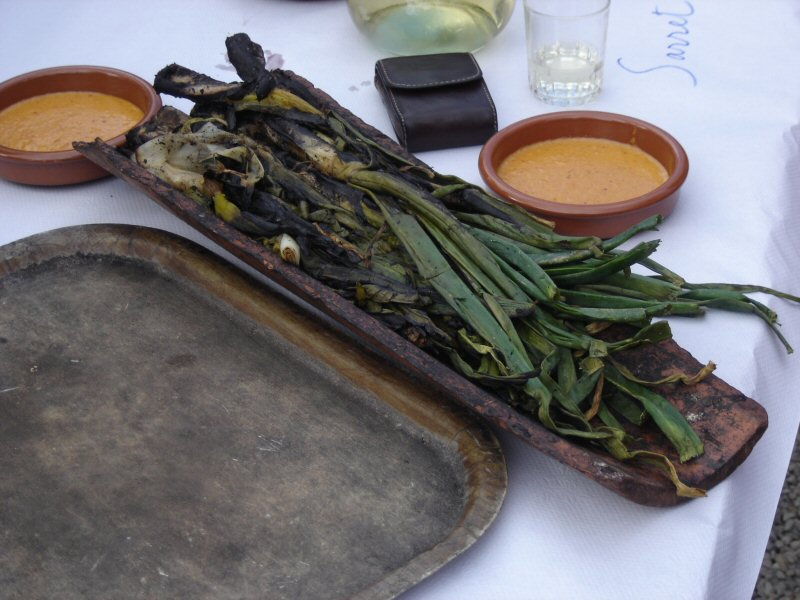
Calçots con salsa de calçots.

La calçotada (pronuncia in catalano: /kəłsu'taðə/) è la maniera più tradizionale, in Catalogna, di mangiare i calçots, una varietà locale di cipolla fresca, dalla forma tipicamente allungata. Di origine rurale, l'evento si consuma in caratteristiche riunioni familiari o di amici, o comunque in gruppo.
La preparazione tipica dei calçots è la semplice cottura a fiamma viva sulla brace, in gratelle poste all'esterno. Una volta cotti si avvolgono in carta di giornale per ammorbidirli ulteriormente e mantenerli caldi.
Una maniera molto diffusa di servire il piatto è quella di disporre una quindicina di calçots cotti sopra una tegola di laterizio. I calçots si mangiano con le mani dopo averli sbucciati e inzuppati in una ciotola contenente una salsa, tipicamente la salsa romesco, a base di pomodoro, peperone arrostito e frutta secca (mandorle e nocciole).
Data l'elevata probabilità di macchiarsi a causa della consistenza della salsa e della modalità di consumazione, è usuale indossare una bavaglia o un tovagliolo per proteggere i vestiti.
I calçots sono normalmente la prima parte di un pasto che prevede una seconda portata costituita da carne alla brace, spesso salsicce accompagnate da fagioli, o bruschette.
La calçotada si accompagna normalmente da vino rosso o cava, uno spumante tipico catalano.
Le calçotades solitamente si organizzano tra la fine dell'inverno e la fine di aprile, a seconda del periodo di germogliazione della cipolla. A Valls, la città d'origine della calçotada, dal 1982 si celebra alla fine di gennaio la calçotada più famosa e rinomata.
Come molti piatti derivati dalla tradizione contadina, i calçots sono stati ultimamente riscoperti dalla gastronomia contemporanea catalana, e non è difficile incontrarli nei menu di molti ristoranti, anche di fascia alta.